# 萊茵公園球場
萊茵公園球場位於列支敦士登首都瓦杜茨，是該國的主場球場。列支敦士登國家足球隊的主場賽事都會在此球場舉行，同時亦是瓦杜茨頂級球隊瓦杜茲足球俱樂部的主場。
球場正式開幕於1998年7月31日，首場上演的賽事是列支敦士登盃（Liechtenstein Cup）當屆得主瓦杜茲迎戰當屆德甲冠軍凱沙羅頓，凱沙羅頓以8-0勝出這場賽事。萊茵公園球場位於萊茵河畔，相距瑞士邊境僅數米之遙。球場共有6,127個固定座位，容量更可通過提供站位而提高至7,838人。球場草坪長105米、寬68米。建設費用當時計約19百萬瑞士法郎。
2005年時，英格蘭超級聯賽球隊利物浦與希臘超級聯賽球隊奧林比亞高斯曾在此球場進行過一場友誼賽。2024年10月10日，中國香港足球代表隊將會作客於此。

## 外部連結
- 列支敦士登足球協會官方網站 （页面存档备份，存于）
- 瓦杜茲足球俱樂部官方網站 （德文）
- 瓦杜茲足球俱樂部球場資訊 （德文）